# De Buenos Aires para el mundo
De Buenos Aires para el mundo es el vigésimo octavo álbum del grupo mexicano tropical Los Ángeles Azules, distribuido por la compañía discográfica Sony Music. El álbum fue grabado en el Salón Unione e Benevolenza de Buenos Aires.
El álbum se caracteriza por el estilo clásico tropical del grupo. Asimismo, el álbum marca una particularidad de éstos que es la cumbia pop en la recopilación de sus éxitos, independientemente de que los artistas invitados que se presentan son de origen argentino en su mayoría. Asimismo, muchas de las canciones cuentan con arreglos musicales adaptados a la cumbia pop.
El 28 de agosto de 2020, el álbum fue presentado junto a su sencillo «Entrega de amor» que cuenta con la participación del cantante Palito Ortega. Se desprenden del mismo, algunos sencillos como: «Acaríñame», «Y la hice llorar», «20 rosas» y «Cómo te voy a olvidar» entre otros.
En este álbum, están incluidas las participaciones de Julieta Venegas, Jay de la Cueva, Lali, Soledad Pastorutti, Abel Pintos, Américo, Marcela Morelo, Vicentico, Juan Ingaramo, El Polaco, Ángela Leiva, Ulises Bueno y Pablo Lescano.

## Lista de canciones
| N.º | Título                                                             | Duración |  |
| 1.  | «Las maravillas de la vida» (con Lali)                             | 3:04     |  |
| 2.  | «Cómo te voy a olvidar» (con Vicentico)                            | 4:20     |  |
| 3.  | «Y la hice llorar» (con Abel Pintos)                               | 3:17     |  |
| 4.  | «Entrega de amor» (con Palito Ortega)                              | 2:57     |  |
| 5.  | «Mis sentimientos» (con Soledad Pastorutti)                        | 3:41     |  |
| 6.  | «El listón de tu pelo» (con Ángela Leiva)                          | 3:37     |  |
| 7.  | «Ella se olvidó de mí» (con Ulises Bueno)                          | 3:25     |  |
| 8.  | «20 rosas» (con Américo y Jay de la Cueva)                         | 3:28     |  |
| 9.  | «Ay amor» (con Juan Ingaramo)                                      | 3:47     |  |
| 10. | «Acaríñame» (con Julieta Venegas, Juan Ingaramo y Jay de la Cueva) | 3:23     |  |
| 11. | «Te necesito» (con El Polaco)                                      | 3:19     |  |
| 12. | «Mi único amor» (con Marcela Morelo)                               | 2:25     |  |
| 13. | «La cumbia del infinito» (con Pablo Lescano)                       | 3:25     |  |